# Savignia badzhalensis
Savignia badzhalensis là một loài nhện trong họ Linyphiidae.
Loài này thuộc chi Savignia. Savignia badzhalensis được Kirill Yuryevich Eskov miêu tả năm 1991.